# Maison Shaughnessy
La maison Shaughnessy est une résidence bourgeoise jumelée située dans le centre-ville de Montréal au Québec (Canada). La résidence de style Second Empire est construite en 1874 et 1875 pour le compte du marchand de bois Robert Brown et Duncan McIntyre (en), un baron du rail. En plus de ce dernier, elle servit de résidence à trois autres barons du rail, soit à William Van Horne, Thomas Shaughnessy et Donald Alexander Smith. Elle sert à partir de 1927 de résidence pour personnes âgées, et ensuite de foyer pour les travailleuses. En 1973, elle est achetée par l'architecte Phyllis Lambert. En 1984, elle est cédée au Centre canadien d'architecture et est intégrée à celui-ci entre 1984 et 1989. Elle sert depuis de bureau, de lieu d'accueil pour les visiteurs et pour des événements publics pour l'institution.
La maison Shaughnessy est désignée lieu historique national en 1973. L'année suivante, elle est classée comme immeuble patrimonial. Elle bénéficie d'une aire de protection.

## Histoire
Le terrain de la maison Shaughnessy faisait partie au cours des XVIIe et XVIIe siècle[Quoi ?] d'un vaste domaine agricole. Ces terrains sont subdivisés en lots vers le milieu du XIXe siècle pour former ce qui deviendra le Mille carré doré. Ce secteur sera la demeure entre 1850 et 1930 des membres les plus influents de la bourgeoisie canadienne. C'est en 1873 que Duncan McIntyre (en) achète le lot de ce qui deviendra la maison Shaughnessy. Il vend la moitié du terrain au marchand de bois Robert Brown et les deux se font construire entre 1875 et 1875 une somptueuse résidence jumelée de style Second Empire selon les plans de l'architecte William Tutin Thomas. La construction est exécutée par le charpentier et menuisier Edward Maxwell, le grand-père de l'architecte, et par le maçon Charles Lamontagne.
En 1882, William Van Horne fait l’acquisition de la partie Est alors qu'il vient de prendre la direction du chemin de fer Canadien Pacifique. Il vend cette partie à Thomas Shaughnessy en 1892. Ce dernier fait ajouter une annexe d'après les plans d'Edward Maxwell en 1897 et ajoute une bibliothèque au nord selon les plans de David Jerome Spence en 1907. Elle abrite l'hôpital St. Mary's à partir de 1924 et est vendue à la communauté anglo-catholique des Sisters of Service en 1939.

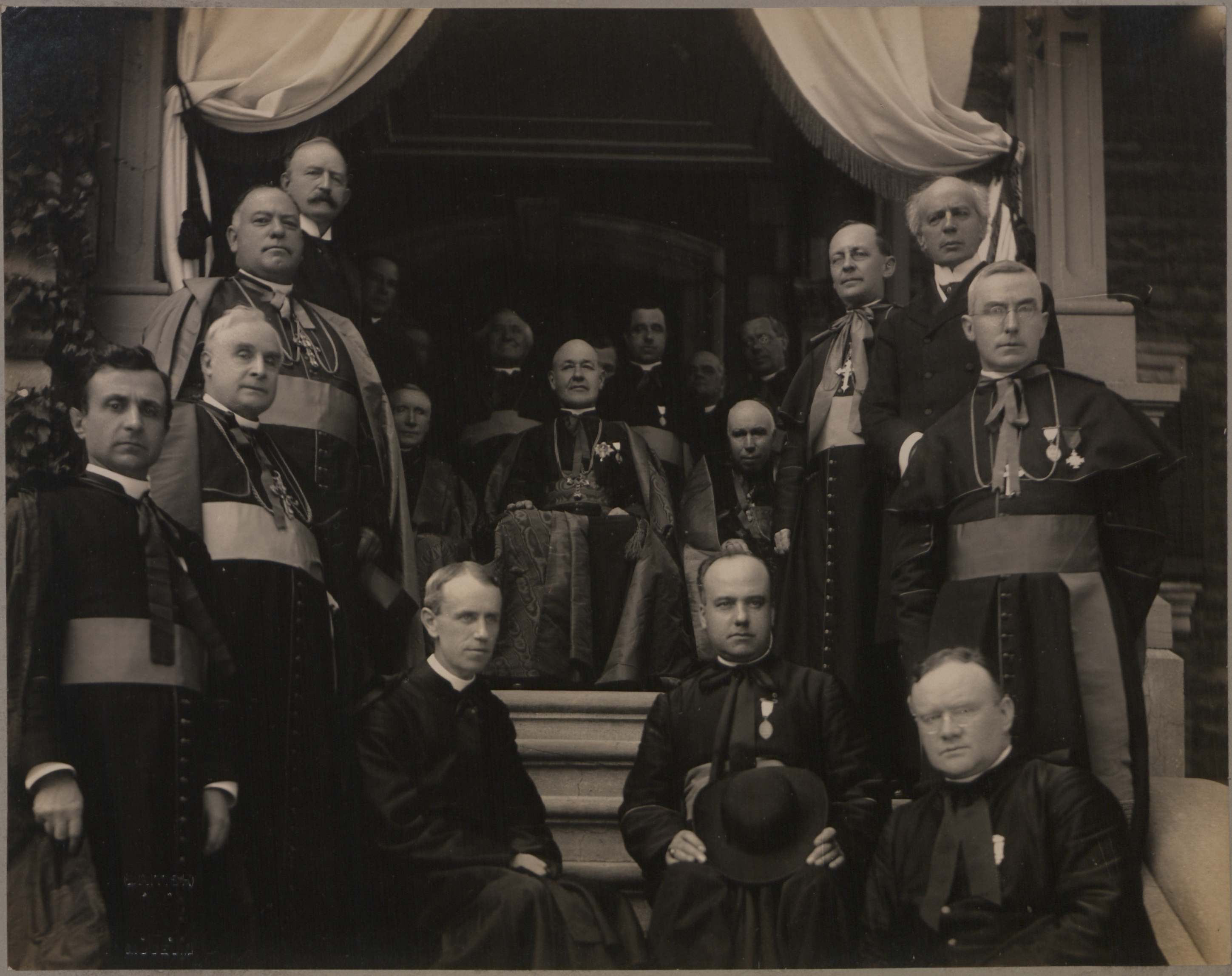
Groupe du Congrès eucharistique à la maison Shaughnessy en 1910. Wilfrid Laurier, premier ministre du Canada (à droite), et Shaughnessy (à gauche, avec moustache)

Pour la partie ouest, elle est cédée en 1895 à Donald Alexander Smith, qui l'utilise comme demeure d'invité. Il vend sa partie de la maison Shaughnessy en 1927 et celle-ci est convertie en résidence pour personnes âgées. En 1941, elle est cédée aux Sisters of Service. Ces dernière percent alors le mur mitoyen pour réunir les deux maisons. Elle sert jusqu'en 1973 de foyer pour les travailleuses.
La maison Shaughnessy est désignée lieu historique national du Canada le 15 novembre 1973. Elle est acquise en 1974 par Phyllis Lambert, qui la sauve d'une démolition certaine. Elle est classée le 6 février 1974 par le ministre des Affaires culturelles. On lui délimite une aire de protection le 25 mars 1975. Elle est acquise par le Centre canadien d'architecture en 1984. Elle est intégrée au centre entre 1985 et 1989, sous la supervision des architectes Denis Saint-Louis et Marcel Bilodeau. Les annexes du côté Est sont alors démolies. Elle abrite depuis 1989 les bureaux et des espaces accessibles aux visiteurs ainsi que les événements du Centre canadien d'architecture.